# Kafferep

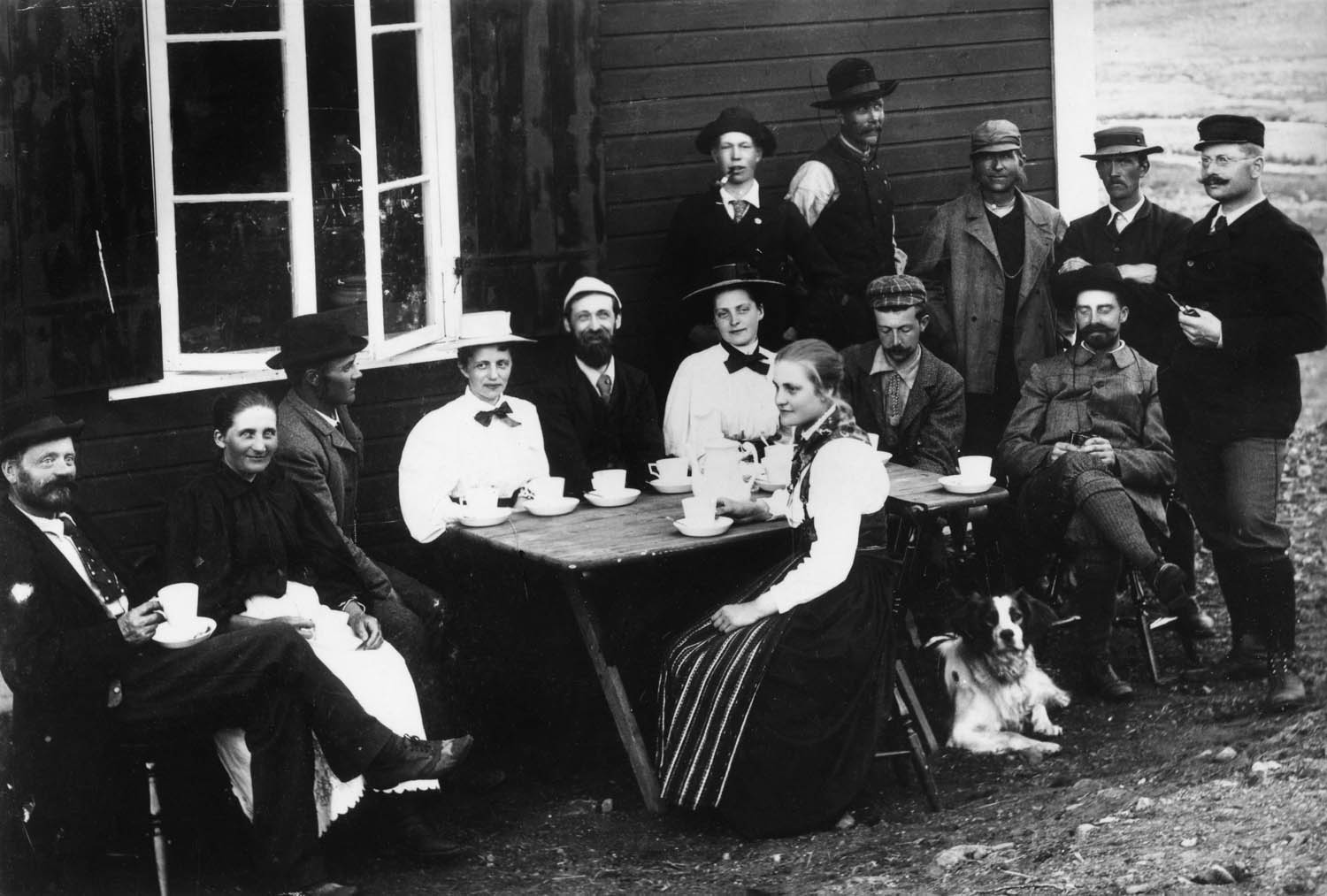
Ett kafferep utanför Sylstugan, 1898.

Ett kafferep är ett socialt möte, ibland i samband med andra sammankomster som bröllop eller begravning, där det dricks kaffe och traditionellt äts sju sorters kakor.
Kafferep förekom i någon form i slutet av 1700-talet. Det fick sitt genomslag först under 1930-talet, och var populärt även under 1940-talet. Populariteten avtog därefter, för att efter år 2000 få en renässans. Kafferepet var en av få sociala aktiviteter som möjliggjorde att kvinnor träffades utan män och barn närvarande. Syjuntor är ett liknande socialt fenomen för kvinnor. Falstaff, fakir skaldade om kafferep: ”Kafferepet är en lina, där man hänger nästor sina.”
Under 1930-talets kafferep var det viktigt med en vacker spetsduk på bordet. Den låg ofta ovanpå en färgad underduk. På kafferepet äts kaffebrödet i en förutbestämd ordning, till skillnad från kakbuffé där ordningen är valfri. Ätordningen bestäms av bakverkens konsistens, sötma och storlek. Den traditionella ätordningen är följande:
1. Vetebröd (bulle eller längd)
2. Ljus sockerkaka
3. Mörk sockerkaka
4. Ljus, torr småkaka
5. Mörk, torr småkaka
6. Fylld småkaka
7. Bakelse (ofta innehållande mandelmassa, alternativt en toscakaka)

Därefter tårta (valfritt, för den som orkar)

## Etymologi
Ursprunget till efterledet -rep är oklart. Det kan vara en avledning av repa, som beskriver att deltagarna under mötet arbetade med att repa lappar till bindor med mera. Det kan också komma från repartisera ’dela på kostnaderna’, eftersom kafferepet ursprungligen var en sorts knytkalas.